# پوپاکادمی بادن-وورتمبرگ
پواکادمی بادن-وورتمبرگ (به آلمانی: Popakademie Baden-Württemberg) یک دانشگاه دولتی در آلمان است که در مانهایم واقع شده‌است.